# Мизерия, Сергей Сергеевич
Сергей Сергеевич Мизерия (27 ноября 1973, г. Москва) — российский тренер по боксу, бывший боксёр-любитель. Мастер спорта международного класса России. Заслуженный тренер России. Бронзовый призёр чемпионата России (1995).

## Биография
Начал заниматься боксом в 11 лет, в 1985 году у ЗТР Андрея Михайловича Харитонова в СДЮСШОР № 42 г. Москвы.
Победитель «Олимпийских надежд» в 1994 году, призёр чемпионата России 1995 года, участник матчевой встречи Россия-США в 1995 году.